# José Domingues dos Santos
José Domingues dos Santos (Lavra, 5 agosto 1885 – Porto, 16 agosto 1958) è stato un politico, giurista professore portoghese, Presidente del Consiglio del Portogallo dal 22 novembre 1924 al 15 febbraio 1925 durante la turbolenta Prima Repubblica portoghese.

## Biografia
Repubblicano di ispirazione liberale milita nel partito democratico nelle cui file viene eletto deputato per tre volte dal 1918 al 1926.
Nel gennaio 1919 venne arrestato durante il tentativo di colpo di Stato di Paiva Couceiro ma un mese dopo verrà liberato a seguito del contro-golpe di João Maria Sarmento Pimentel.

## La carriera politica
Pochi mesi dopo dos Santos venne chiamato a far parte del governo di Alfredo de Sá Cardoso come Ministro del Lavoro. Si dovette dunque confrontare il clima di forte conflittualità sociale ed in particolare con lo sciopero dei ferrovieri del 3 luglio e con gli attentati del 15 agosto alla stazione Do Rossio.
L'esecutivo di Cardoso si dimise nel gennaio 1920 ma dos Santos tornò al governo pochi mesi dopo come Ministro del Commercio e delle Comunicazioni del gabinettoguidato da António Maria da Silva.
Nel novembre dello stesso anno, nel nuovo governo di Liberato Pinto dos Santos fu ancora una volta Ministro del Lavoro e mantenne questa carica anche nel successivo esecutivo di Bernardino Machado.
Nel dicembre 1923 venne chiamato dal neo-Presidente del Consiglio Álvaro de Castro alla guida del Ministero della Giustizia.
Una nuova crisi di governo indusse il direttivo del partito democratico a proporre al Presidente della Repubblica Manuel Teixeira Gomes di nominare Presidente del Consiglio dos Santos il quale tuttavia, dopo poco più di due mesi, fu costretto a dimettersi a causa di un voto di sfiducia.